# Sarmizegetusa (Hunedoara)
Sarmizegetusa (veraltet Grădiște; deutsch Burgort, ungarisch Várhely) ist eine Gemeinde im Kreis Hunedoara in der Region Siebenbürgen in Rumänien.

## Geographische Lage

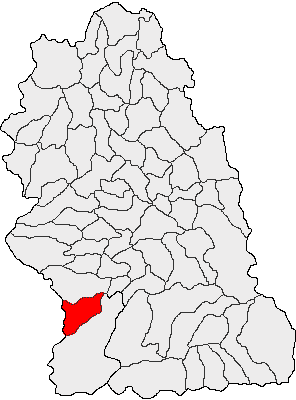
Lage der Gemeinde Sarmizegetusa im Kreis Hunedoara

Die Gemeinde Sarmizegetusa liegt in der Hațeg-Senke (Depresiunea Hațegului) – den Ausläufern der Transsilvanischen Alpen – nordwestlich des Retezat-Gebirges (Munții Retezat) und nordöstlich des Țarcu-Gebirges (Munții Țarcu). Am Fluss Breazova und der Nationalstraße Drum național 68 (Caransebeș–Hațeg) gelegen, befindet sich die nächste Stadt Hațeg (Hatzeg) 16 Kilometer nordöstlich; die Kreishauptstadt Deva (Diemrich) liegt etwa 60 Kilometer nördlich (41 km Luftlinie) entfernt.

## Geschichte
An einer historischen Römerstraße gelegen, wurde der Ort erstmals 1398 urkundlich erwähnt. Als eines der ältesten rumänischen Hörigendörfer der Hațeg-Senke befand sich der Ort neben den Ruinen der Hauptstadt der römischen Provinz Dakiens, der so genannten Colonia Ulpia Traiana Augusta Dacica Sarmizegetusa. Zahlreiche Funde bei archäologischen Ausgrabungen in der Region deuten jedoch auf eine Besiedlung bis in die Jungsteinzeit zurück.

## Bevölkerung
1850 lebten auf dem Gebiet der heutigen Gemeinde 2642 Einwohner; 2566 davon waren Rumänen, 38 Roma, 33 Magyaren und 5 Siebenbürger Sachsen. 1890 wurde mit 2911 die größte Bevölkerungszahl und gleichzeitig die der Rumänen (2828) und die der Deutschen (22) ermittelt. Die höchste Anzahl der Ungarn (121) wurde 1910 und die der Roma 1850 registriert. Darüber hinaus bezeichneten sich 1910 zwei und 1930 einer als Serbe. Bei der Volkszählung 2002 lebten auf dem Gebiet der Gemeinde 1388 Menschen, davon waren 1381 Rumänen, drei Magyaren und vier Rumäniendeutsche.

## Sehenswürdigkeiten
- Die Ruinen einer Festung, der ehemaligen römischen Hauptstadt Dakiens Colonia Ulpia Traiana,[7] errichtet unter Kaiser Trajan zwischen 108 und 110 n. Chr., welcher Kaiser Hadrian die Bezeichnung Sarmizegetusa hinzufügte – abgeleitet vom einstigen Zentrum des Dakerreiches, Sarmizegetusa Regia, das die Römer zuvor zerstört hatten[3] – steht unter Denkmalschutz.[8] Das Anwesen in rechteckiger Form umfasste eine Fläche von etwa 32 Hektar. Die 1,80 Meter dicken und 4–5 Meter hohen Mauern dehnten sich auf einer Länge von 450 Meter in Nord-Süd-Richtung und 600 Meter in Ost-West-Richtung aus. An allen Ecken der Anlage waren Wehrtürme, an jeder Seite ein Eingangstor und rundum ein etwa 4–5 Meter breiter Wassergraben. Das bedeutendste Gebäude der Anlage war der Augustus-Palast (aedes augastalium, 85 × 65 m), errichtet aus Stein, Ziegeln und Marmor. Südlich des Palastes befand sich der öffentliche Marktplatz aus zwei Teilen; ein schmaler (85 × 10 m) geschmückt mit Statuen und Skulpturen und ein größerer Teil (42 m breit, da noch nicht endgültig erforscht, Länge unbekannt). Dieser war mit Steinplatten gepflastert und hatte einen Kanal für das Regenwasser.[5] Nach 271 n. Chr. verfiel die Stadt; wahrscheinlich im 13. Jahrhundert war sie eine Ruine. Das Baumaterial der Kirchen von Densuș und Strei stammte von hier.[3]
- Die Ruine eines Amphitheaters befindet sich 190 Meter nördlich von Ulpia Traiana Sarmizegetusa, neben der Nationalstraße. Es ist das einzige bekannte Amphitheater in Dakien. Seine ovale Form hat die Längen von 88 × 69 Meter; die Arena ist 66 × 47 m groß. Zwischen Arena und den Tribünen war eine drei Meter hohe Mauer. Die äußeren Mauern waren etwa acht Meter hoch; es waren 12 Zugangstore vorhanden. In der Mitte der Arena befand sich ein zwei Meter tiefer Graben.[5]
- Das Dorfmuseum der Gemeinde.